# Ptinella aptera
Ptinella aptera é uma espécie de insetos coleópteros polífagos pertencente à família Ptiliidae.
A autoridade científica da espécie é Guérin-Méneville, tendo sido descrita no ano de 1839.
Trata-se de uma espécie presente no território português.